# Општа болница Зајечар
Општa болницa Зајечар  једна је од две организационих јединица Здравственог центра Зајечар, и здравствена установа у систему здравства Србије на подручју Зајечарског управног округа која здравствену делатност обавља на секундарном нивоу здравствене заштите, који обухвата специјалистичко-консултативну и болничку здравствену делатност. 

## Положај
Опште болнице Зајечар се налази у Улици Расадничка бб, у Зајечару, граду у истоименој општини, Административном центру Тимочке Крајине у Зајечарском управном округу. Болничка и специјалистичко – консултативна здравствена делатност у оквиру Опште болнице покрива популацију од око 100.000 осигураника са подручја Зајечарског управног округа, Градског подручја Зајечара, и приградских насеља. 
Болница, која се за терцијални ниво здравствене заштите ослања на Клинички центар у Нишу, удаљена је на око 90 километара северно од њега магистралним путем Ниш — Зајечар.

## Историја
Прва болница у Зајечару osnovane je у приватној кући са само 20 постеља  1868. године, када је Зајечар имао 3.500 становника. Три године касније, 1871. године у Зајечар долази и ради на месту окружног физикуса др Стеван Мачај, рођен 1823. године у Будиму. Овај у оно време први гинеколог-акушер на овом простору, у  Зајечару је радио 14 година, све до 1871. године када је пензионисан.
Град се шири, број становника расте на 9 000, а то условљава и раст њихове потреба за болничким лечењем, па раста број болесничких постеља. Како се капацитет болнице увећавао, она се селила више пута. Коначно, је изграђен и наменски објект за нову болницу која је почела са радом 1912. године  (на садашњој локацији). Када је болница почела да ради, то је била најуређенија болница у Краљевини Србији, са купатилима и водоводом, и издвојеним породилиштем на другом спрату. Болница је имала  300 болесничких постеља и посебна одељења за одређене болести: унутрашње, хируршке, гинеколошко-акушерске и заразне и друге пратеће службе.
Након завршетка Првог светског рата, током 1920. године болница је реновирана јер је након ратних дејства била оштећења. Изграђена су три нова објекта (у баракама), а почео је са радом Дом народног здравља са школском поликлиником и Санитарно-епидемиолошком и бактериолошком станицом.
Болница у другој половини 20. века
Други светски рат је руинирао болницу. Последице су биле такве да се други спрат,  где се налазила гинеколошка служба, није могао користити, јер је прокишњавао. Гинекологија је премештена на први спрат, који је делила са интерним одељењем. Временом је болница поправљена и 1951. године се гинеколошка служба враћа на други спрат, који сада дели са педијатријом.
Одлуком Министарства здравља Србије, 1953. године болница у Зајечару постала је болница прве категорије, одваја се Санитарно-епидемиолошком и бактериолошком станица и оснива Хигијенски завод, а одваја се и акушерство од гинекологије која заузима цео спрат болнице. Примају се нови лекари: 1955. др Милева Величковић, 1957. др Радослав Пауновић и 1958. др Станоје Павловић.
Спајањем болнице и свих амбулантних здравствених установа у Зајечару 1964. године основан је Медицински центар, изван кога остају Градска апотека и Завод за здравствену заштиту. Медицински центар је имао укупно 477 запослених, и следећу кадровску структуру: 
- 66 лекара,
- 140 медицинских техничара,
- 83 болничара и неговатељице,
- 188 немедицинских радника.[5]

Нова реорганизација здравства у Зајечарском управном округу обављена је 1990. године, са циљем да обавља здравствену делатност предвиђену законом за Дом здравља (примарну здравствену заштиту) и опште болнице (поликлиничку и стационарну здравствену делатност) на подручју Општине и Округа Зајечар. Тако је настао Регионални здравствени центар који је обједињавао целокупну здравствену службу свих осам општина тадашњег Зајечарског региона, осим Апотекарске установе, Завода за заштиту здравља и Завода за рехабилитацију у Гамзиградској бањи.

## Делатност
Општа болница у Зајечару обавља поликлиничку и стационарну здравствену делатност, у оквиру које:
- Прати здравствено стање становништва и здравствену заштиту у областима за које је основана и преузима и предлаже мере за њихово унапређење;
- Прати и спроводи методе и поступке превенције, дијагностике, лечења и рехабилитације засноване на доказима, а нарочито оне утврђене стручно-методолошким протоколима;
- Обезбеђује услове за стручно усавршавање запослених и за унапређење организације и услова рада;
- Спроводи мере ради спречавања нежељених компликација и последица при пружању здравствене заштите, као и мере опште безбедности за време боравка пацијената у Општој болници у Прокупљу  и обезбеђује сталну контролу спровођења ових мера;
- Организује и спроводи мере у случају елементарних и других већих непогода а у оквиру својих делатности врши послове одбране земље који се односе на планирање, организовње, припремање и оспособљавање за рад у случају ратног и ванредног стања
- Одговорна је за вршење услуга из делатности за коју је регистрована, на нивоу утврђенх  планова одбране и одлука надлежних органа;
- Организује и спроводи стручно усавршавање здравствених радника, здравствених сарадника и осталих запослених у Болници ради унапређења квалитета стручног рада и проверу тих мера ;
- Организује и спроводи мере сталног унапређења квалитета стручног рада и спроводи његову унутрашњу проверу;
- Спроводи мере ради спречавања нежељених компликација и последица при пружању здравствене заштите
- Спроводи мере опште безбедности за време  боравка пацијената у Општој болници Прокупље и обезбеђује сталну контролу ових мера.

## Организација рада
Општа болница Пирот обавља здравствену делатност на секундарном нивоу која обухвата: 
- пријем и збрињавање ургентних стања,
- специјалистичко консултативне прегледе,
- дијагностичку обраду,
- лечење и рехабилитацију

Стационарни део је организован у оквиру 14 служби, капацитета 430 постеља.

## Резултати рада
| Капацитет и коришћење Опште болнице Зајечар у 2015. години. | Капацитет и коришћење Опште болнице Зајечар у 2015. години. | Капацитет и коришћење Опште болнице Зајечар у 2015. години. | Капацитет и коришћење Опште болнице Зајечар у 2015. години. | Капацитет и коришћење Опште болнице Зајечар у 2015. години. | Капацитет и коришћење Опште болнице Зајечар у 2015. години. |
| Број постеља                                                | Број исписаних болесника                                    | Број дана лечења                                            | Просечна дужина лечења (дани)                               | Просечна дневна заузетост постеља (%)                       | Обрт болничких постеља                                      |
| ----------------------------------------------------------- | ----------------------------------------------------------- | ----------------------------------------------------------- | ----------------------------------------------------------- | ----------------------------------------------------------- | ----------------------------------------------------------- |
| 406                                                         | 12.705                                                      | 77.983                                                      | 6,1                                                         | 52,6                                                        | 31,3                                                        |

## Организациона структура
Општа болница која обавља стационарну и специјалистичко – консултативну делатност и друге делатности  преко организоване службе за обављање специјалистичко – консултативне и стационарне здравствене делатности и друге делатности организована је на следећи начин:
Управни органи
- Директор
- Управни одбор
- Надзорни одбор

Стручни органи Опште болнице
- Стручни савет
- Стручни колегијум
- Етички одбор
- Комисија за унапређење квалитета рада

Сектор интернистичких грана медицине
- интернa медицинa
- пнеумофтизиологијa
- неурологијa
- инфектологијa
- дерматовенерологијa
- психијатрија

Сектор хируршких грана медицине
- хирургијa са дечјом хиургијом
- ортопедијa и трауматологија са пластичном хирургијом
- урологијa
- офталмологијa
- оториноларингологијa са максилофацијалном хирургијом

Служба за педијатрију
Служба за гинекологију и акушерство са неонатологијом
Служба за продужено лечење и негу
Сектор заједничких медицинских послова
- пријем и збрињавање ургентних стања
- анестезија сa реаниматологијом
- физикална медицина и рехабилитација
- специјалистичко-консултативни прегледи
- дневне болнице за дијагностику и терапеутски третман(хемодијализа, онкологија и др .)
- лабораторијска дијагностика
- радиолошка дијагностика
- трансфузија крви
- патолошка, патохистолошка, судско медицинска и цитохистолошка дијагностика;
- фармацеутска делатност (болничка апотека )
- социјалне медицине са информатиком

Сектор заједничких немедицинских послова
- Служба за правне и економско финансијске послове
- Служба за техничке и друге сличне послове, одлагање и третмана медицинског инфективног отпада и превоз болесника.

## Кадровска структура
Структура запослених у Здравственом центру Зајечар је следећа: 
- висока стручна спрема 281,
- средња и виша медицинска спрема 745,
- немедицински кадрови свих струка 236.